# Internationale Forschungsgruppe Film und Theologie
Die Internationale Forschungsgruppe Film und Theologie ist eine interdisziplinäre, ökumenische und religionsübergreifende Kooperation von Wissenschaftlerinnen und Wissenschaftlern, die in verschiedenen theologischen Disziplinen und in der Religionswissenschaft an europäischen Universitäten und Institutionen tätig sind.

## Ursprung und Forschungsschwerpunkt
Das Forschungsinteresse liegt in der Beziehung von Religion, Film und Medien, mit klarer Fokussierung auf das Medium Spielfilm. Die Arbeit erfolgt einerseits im Dialog mit Filmwissenschaft und anderen am Film interessierten Disziplinen wie Literaturwissenschaft, Philosophie und Psychologie als auch mit Filmschaffenden selbst. Die Arbeit der Forschungsgruppe ist durch Methodenpluralismus, Interdisziplinarität und hermeneutischem Austausch geprägt. Ihren Ursprung hat die Forschungsgruppe  in einer ersten Tagung zum Thema "Film, Theologie, Spiritualität. Theoretische und praktische Überlegungen" im Jahr 1989, bei der Gründungsmitglieder der Universität Freiburg, Amsterdam, Utrecht und Fribourg erstmals zusammenkamen.
Die Forschungsgruppe veranstaltet zwei Tagungen pro Jahr. Die im Frühjahr stattfindende Jahrestagung folgt einer thematischen Orientierung. Eine im Winter stattfindende Expertentagung ist in der Regel auf Methoden fokussiert.

## Publikationen
Forschungsergebnisse, fokussiert auf die Beziehung von Religion, Film und weiteren (audiovisuellen) Medien, werden in Form von Sammelbänden und Monographien seit 2018 beim Schüren Verlag in der Reihe "Religion, Film und Medien" veröffentlicht. Diese Reihe hat die Nachfolge der Reihe "Film und Theologie" angetreten, in der im Zeitraum 2000–2017 insgesamt 29 Bände erschienen sind. Mitglieder der Internationalen Forschungsgruppe Film und Theologie geben zudem seit 2015 die wissenschaftliche Zeitschrift Journal for Religion, Film and Media heraus.
Arbeiten der Forschungsgruppe werden sowohl im Kontext der Wissenschaft als auch für kirchliche Institutionen und eine breitere filminteressierte Öffentlichkeit zur Diskussion gestellt. Mitglieder der Forschungsgruppe wirken vielfach in ökumenischen oder interreligiösen Filmjurys mit und sind auf internationalen und nationalen Filmfestivals regelmäßig präsent.

### BuchreiheReligion, Film und Medien
- Natalie Fritz (Hg.), Marie-Therese Mäder (Hg.), Daria Pezzoli-Olgiati (Hg.), Baldassare Scolari (Hg.), Leid-Bilder. Die Passionsgeschichte in der Kultur, Religion, Film und Medien [1] | 2018. ISBN 978-3-89472-715-4
- Theresia Heimerl (Hg.), Christian Wessely (Hg.), Weltentwürfe im Comic/Film. Mensch, Gesellschaft, Religion, Religion, Film und Medien [2] | 2018. ISBN 978-3-89472-941-7
- Natalie Fritz, Von Rabenvätern und Übermüttern. Das religionshistorische Motiv der heiligen Familie im Spannungsfeld zwischen Religion, Kunst und Film, Religion, Film und Medien [3] | 2018. ISBN 978-3-89472-847-2
- Peter Hasenberg (Hg.), Markus Leniger (Hg.), Reinhold Zwick (Hg.), Familienbilder. Reflexionen und Konstruktionen zum Thema Familie im aktuellen Spielfilm, Religion, Film und Medien [4] | 2018. ISBN 978-3-89472-846-5
- Joachim Valentin (Hg.), Karsten Visarius (Hg.), Die Faszination des Bösen. Ein filmisches Panorama, Religion, Film und Medien [5] | 2022. ISBN 978-3-7410-0329-5
- Stefan Leisten, Wer will ich sein? Ethisches Lernen an TV- und Videospielserien sowie Let’s Plays, Religion, Film und Medien [6] | 2020. ISBN 978-3-7410-0361-5

### ZeitschriftJournal for Religion, Film and Media
Das Journal for Religion, Film and Media, kurz JRFM, ist eine halbjährlich erscheinende wissenschaftliche Fachzeitschrift, die sich mit der vielfältigen Wechselwirkung von Religion und audiovisuellen Medien auseinandersetzt. Sie wurde 2015 von Christian Wessely und Daria Pezzoli-Olgiati gegründet und wird von diesen und Stefanie Knauss (Villanova) und Alexander Ornella (Hull) herausgegeben.